# Lorenzo Onofre Colonna
Lorenzo Onofrio Colonna, castellanizado como Lorenzo Onofre Colonna (Roma, 1637 - Roma, 14 de abril de 1689) fue un noble italiano perteneciente a la familia Colonna. Era Príncipe de Paliano y Condestable de Nápoles, así como miembro de la Orden del Toisón de Oro.

## Vida
Colonna nació en Roma, hijo de Marcantonio V Colonna, príncipe de Paliano, e Isabella Gioeni Cardona, princesa de Castiglione. Era por tanto sobrina de Anna Colonna y su esposo, Taddeo Barberini, príncipe de Palestrina. Fue nombrado caballero de la Orden del Toisón de Oro al mismo tiempo que su primo, Maffeo Barberini.
En 1661 se casó con María Mancini, sobrina del poderoso Cardenal Mazarino, primer ministro de Francia.
Junto a su esposa fue un gran mecenas pero tras el nacimiento de su tercer hijo comenzó a tener un matrimonio más tenso. María había sido amante del rey Luis XIV de Francia y muchos creen que su relación continuó incluso tras el matrimonio de esta con Colonna.
El 29 de mayo de 1672, temiendo que su marido la matara, María Mancini abandonó Roma junto con su hermana, Hortensia Mancini. No regresaría hasta la muerte de su marido en 1689.
Entre 1678 y 1681, Colonna fue virrey de Aragón al servicio de la monarquía hispánica.

## Descendencia
Con María Mancini tuvo tres hijos:
- Filippo II Colonna, nacido en 1663
- Marcantonio Colonna, nacido en 1664
- Carlo Colonna, nacido en 1665